# Kuzman Todorović
Kuzman Todorović (1787–1858) osztrák császári altábornagy.

## Pályafutása
1848-ban vezérőrnagy és a károlyvárosi dandár parancsnoka. Részt vett Jellasics őszi hadjáratában, majd a sereg értéktelenebb részével, mintegy 10–15 000 fővel (túlnyomórészt felkelők) visszaindult Horvátországba. A főleg nemzetőrökből álló magyar csapatok támadásait sikeresen verte vissza, de a rablástól nem tudta visszatartani fegyelmezetlen seregét. Supljikac halála után kinevezték a délvidéki szerb csapatok főparancsnokává (1849. január 3.). Január 19-én Versecnél Damjanich visszaverte Knicaninnal együtt indított támadását. Február 8-án a temesvári helyőrség csapataival megerősödve megtámadta az aradi ostromsereget, de a kezdeti győzelem visszavonulással végződött. Február 11-én hasonlóan járt Szegednél. Április 29-én Melence és Nagybecskerek között vereséget szenvedett Perczel Mór csapataitól, ezután leváltották a parancsnokságról. A szabadságharc leverése után altábornaggyá léptették elő.

## Külső hivatkozások
- Életrajza